# Mars frito

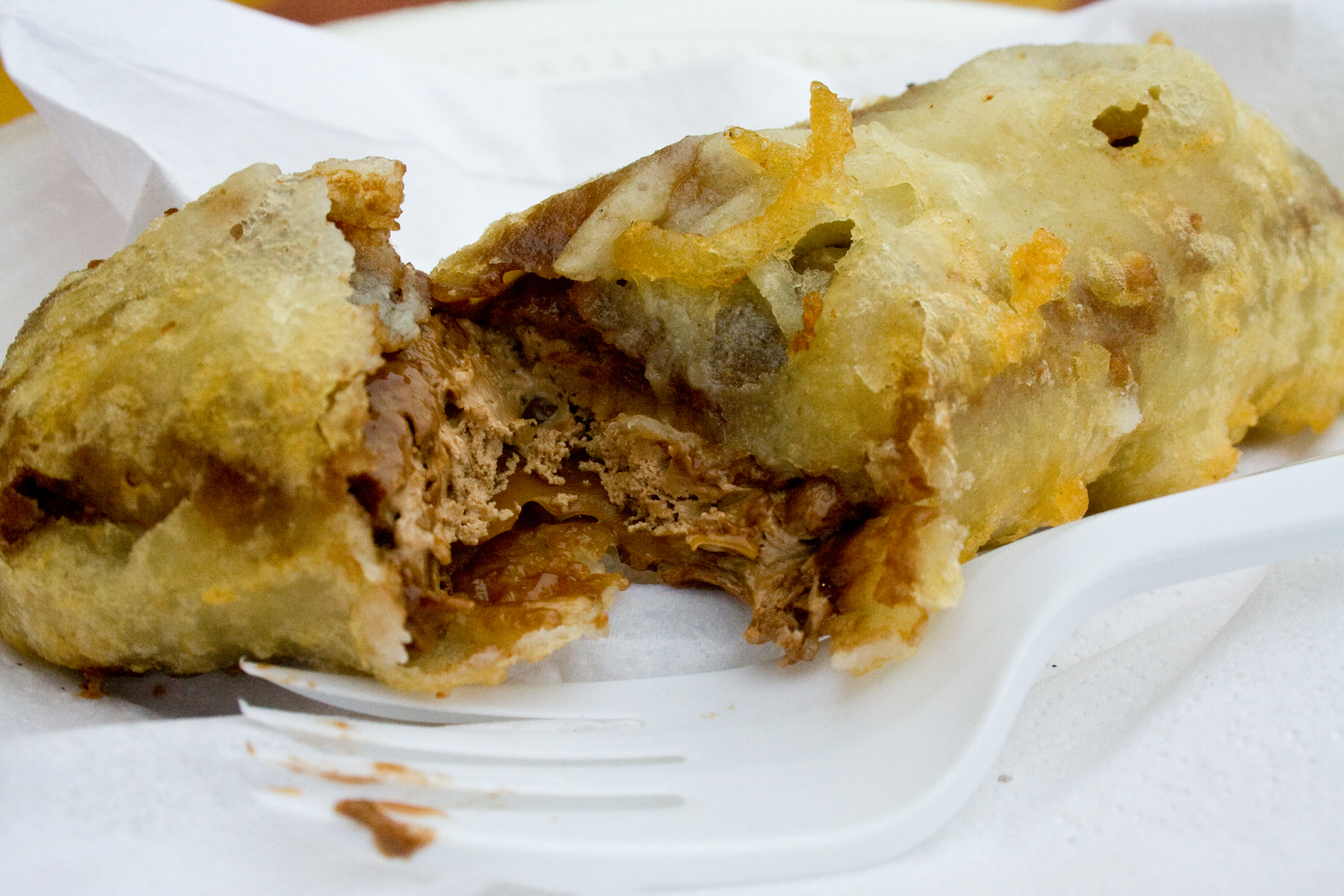
Mars frito

Mars frito (ou deep-fried Mars bar, em inglês) é um doce típico da culinária da Escócia. Consiste numa barra de chocolate Mars frita, envolvida num tipo de polme normalmente utilizado para fritar peixe, salsichas e outros alimentos. As barras de chocolate são normalmente refrigeradas antes da fritura, para evitar que se derretam na gordura quente.
Este doce teve origem nas lojas de fritura de peixe da Escócia como uma novidade, mas nunca se tornou um alimento de consumo generalizado. Contudo, após vários meios de comunicação terem relatado a sua existência desde meados dos anos 1990, em parte como forma irónica de ilustrar a dieta muito pouco saudável da Escócia urbana, a sua popularidade aumentou.
O polme pode incluir farinhas de trigo e milho, fermento, leite e cerveja. As barras de chocolate são completamente envolvidas no polme e fritas mergulhadas em óleo muito quente. Nos estabelecimentos especializados da Escócia, esta fritura é frequentemente realizada partilhando o mesmo óleo que é utilizado para fritar, entre outros alimentos, batatas, peixe, morcela e, por vezes, haggis.
O Mars frito pode ser consumido simples, ou também com batata frita ou com gelado.